# Nebo (film)
Pour les articles homonymes, voir Nebo.
Pour plus de détails, voir Fiche technique et Distribution.
Nebo (Небо) est un film russe réalisé par Igor Kopylov, sorti en 2021,,.

## Fiche technique
- Photographie : Garik Jamgarian, Evgeni Kordunski
- Musique : Maksim Kochevarov, Alexandre Maiev
- Décors : Georgi Mitchri
- Montage : Vitali Vinogradov